# Regine Chevallier
Regine Chevallier (phát âm tiếng Pháp: [ʁeˈʒin ʃə.va.lje]) là một nhà thiết kế thời trang người Haiti. Cô đã giành được danh hiệu "Hat Lady to the Stars" cho bộ sưu tập "Mũ mùa hè" độc đáo của mình.

## Tiểu sử
Chevallier đến từ Port-au-Prince, Haiti và duy trì một nhà thời trang có trụ sở tại Miami. Cô dựa trên di sản châu Âu-Haiti để tạo ảnh hưởng cho các thiết kế của mình; một sự pha trộn của châu Phi, Pháp và Ý.
Chevallier cũng là cựu Tổng lãnh sự quán Cộng hòa Haiti tại Miami.